# Benjamin Kleibrink
Benjamin Kleibrink, född den 30 juli 1985 i Düsseldorf, Tyskland, är en tysk fäktare som bland annat tog OS-brons i herrarnas lagtävling i florett i samband med de olympiska fäktningstävlingarna 2012 i London.